# Ogden (Iowa)
Ogden és una població dels Estats Units a l'estat d'Iowa. Segons el cens del 2000 tenia 2.023 habitants.

## Demografia
Segons el cens del 2000, Ogden tenia 2.023 habitants, 823 habitatges, i 585 famílies. La densitat de població era de 570,1 habitants/km².
Dels 823 habitatges en un 31% hi vivien nens de menys de 18 anys, en un 60,4% hi vivien parelles casades, en un 7,4% dones solteres, i en un 28,9% no eren unitats familiars. En el 25,9% dels habitatges hi vivien persones soles el 14,7% de les quals corresponia a persones de 65 anys o més que vivien soles. El nombre mitjà de persones vivint en cada habitatge era de 2,41 i el nombre mitjà de persones que vivien en cada família era de 2,9.
Per edats la població es repartia de la següent manera: un 24,6% tenia menys de 18 anys, un 7,2% entre 18 i 24, un 26,3% entre 25 i 44, un 22,2% de 45 a 60 i un 19,7% 65 anys o més.
L'edat mediana era de 39 anys. Per cada 100 dones de 18 o més anys hi havia 84,1 homes.
La renda mediana per habitatge era de 41.114 $ i la renda mediana per família de 46.949 $. Els homes tenien una renda mediana de 32.054 $ mentre que les dones 22.679 $. La renda per capita de la població era de 19.542 $. Entorn de l'1,2% de les famílies i el 2,9% de la població estaven per davall del llindar de pobresa.

## Poblacions més properes
El següent diagrama mostra les poblacions més properes.